# Хатидже-султан (дочь Абдул-Хамида II)
Хатидже́-султа́н (тур. Hatice Sultan; 10 июня 1897, Стамбул — 1898/1901, там же) — восьмая дочь османского султана Абдул-Хамида II от наложницы Фатьмы Песенд Ханым-эфенди. Хатидже-султан скончалась в раннем детстве от болезни, которую стамбульские врачи определить не смогли. В память о ней султан Абдул-Хамид II построил детскую больницу в Шишли.

## Биография
Хатидже-султан родилась 10 июня 1897 года во дворце Йылдыз в Стамбуле и была восьмой дочерью султана Абдул-Хамида II. Матерью Хатидже-султан была третья икбал Абдул-Хамида II Фатьма Песенд Ханым-эфенди, однако некоторые источники указывают её матерью третью жену султана Дильпесенд Кадын-эфенди. Хатидже-султан была единственным совместным ребёнком родителей, однако у неё было шестнадцать братьев и сестёр от других браков отца.
Хатидже-султан умерла в раннем детстве, однако историки расходятся во мнении, когда это произошло. Турецкий историк Чагатай Улучай пишет, что она заболела в возрасте восьми месяцев. Хотя были созваны все врачи Стамбула, вылечить Хатидже-султан не смогли. Чем именно болела девочка, неизвестно, однако позднее высказывались предположения, что это могла быть дифтерия. Старшая сестра Хатидже-султан Айше-султан также вспоминала, что девочка умерла в возрасте восьми месяцев. Турецкий историк Недждет Сакаоглу пишет, что Хатидже-султан умерла в 1901 году в возрасте четырёх лет от болезни, сопровождавшейся сильным жаром, однако диагноз врачи Бесим Омер-эфенди и Ибрагим-паша установить не смогли. Хатидже-султан была похоронена в мавзолее женщин и сыновей султанов при дергяхе Яхьи-эфенди.
Придворная дама и племянница Фатьмы Песенд Ханым-эфенди Лейла Ачба писала, что тётка так тяжело переживала смерть единственного ребёнка, что больше никогда не улыбалась. Султан Абдул-Хамид II тоже сильно горевал и в память о дочери решил построить детскую больницу, чтобы «остальные отцы не знали такого горя». Больница Хамидие Этфаль была открыта в Шишли, оборудована самыми современными на тот момент средствами, здесь работали самые квалифицированные врачи своего времени, а главным врачом был назначен Ибрагим-паша, который лечил саму Хатидже. Хамидие Этфаль стала первой детской больницей в Османской империи. Фатьма Песенд Ханым-эфенди занималась управлением этой больницей: Лейла Ачба сообщает, что по меньшей мере раз в неделю госпожа посещала это лечебное заведение, осматривала состояние здания и лично встречалась с больными; по сообщению Харуна Ачбы, особое внимание госпожа уделяла сиротам.